# Selaginella coarctata
Selaginella coarctata là một loài dương xỉ trong họ Selaginellaceae. Loài này được Spring mô tả khoa học đầu tiên năm 1840.